# هاري مارشال أرسكين إيفانز
هاري مارشال أرسكين إيفانز هو مستكشف كندي، ولد في 17 أغسطس 1876 في تورونتو في كندا، وتوفي في 20 سبتمبر 1973 في إدمونتون في كندا.